# Сафронова, Людмила Николаевна
Людми́ла Никола́евна Сафро́нова (9 сентября 1929, Ленинград — 21 апреля 2018, Санкт-Петербург) — советская балерина, балетный педагог. Заслуженная артистка РСФСР (1959).

## Биография
По окончании Академии балета имени Вагановой (педагог Агриппина Ваганова) — в Саратовском театре оперы и балета.

Людмила Сафронова, безусловно, подтвердила славу «вагановского метода». Но из-за ареста матери в 1945 году, ложно объявленной «врагом народа», дочери пришлось отправиться на два сезона в Саратовский театр оперы и балета.— Татьяна Горина
Похоронена в Санкт-Петербурге на Красненьком кладбище.

## ВМалом театре
1950—1969 — в Малом театре. Дебютировала в партии Сольвейг (1952). Первая исполнительница партий в балетах:
- 1958 — Фаншетта в балете «Гаврош», балетмейстера В. А. Варковицкого
- 1960 — Елена в балете «Накануне», балетмейстера К. Ф. Боярского
- 1963 — Девушка в балете «Встреча», балетмейстера К. Ф. Боярского

Исполняла главные партии в спектаклях:
- Одетта-Одиллия («Лебединое озеро»)
- Медора («Корсар»)
- Солистка («Пахита»)
- Жар-Птица («Жар-Птица»)
- Сванильда («Коппелия»)
- Лиза («Тщетная предосторожность»)
- Беатриче и Клариче («Мнимый жених»)
- Айша и Иранская красавица («Семь красавиц»)
- Франциска («Голубой Дунай»)

Людмила Сафронова — танцовщица лирико-драматического склада, обладающая незаурядным актерским талантом, музыкальностью, стилистической точностью.— М. В. Кортунова

## Ленинградская консерватория
Первая исполнительница партий в балетах:
- 1970 — Фраскита в балете «Треуголка», балетмейстера Ф. И. Бакалова

## Педагог
- 1969—1970 — педагог Королевского университета изящных искусств в Пномпенье
- 1970—1975 — педагог балетной труппы Каирского театра
- 1983—1984 — педагог в Хорватском национальном театре (Загреб)
- 1989—1991 — педагог в училище художественного танца (Дрезден)

### Академия балета имени Вагановой
С 1975 года — профессор на кафедре методики преподавания классического танца. Вырастила плеяду замечательных балерин. Среди них:
- 1981 — Елена Панкова
- 1988 — Марина Чиркова
- 1988 — Екатерина Щелканова
- 1988 — Ирма Ниорадзе
- 2003 — Алина Сомова
- 2007 — Анжела Прохорова
- 2009 — Юлия Степанова, Надежда Батоева, Екатерина Красюк, Татьяна Тилигузова.

## Награды и звания
- 1959 — Заслуженная артистка РСФСР